# Mijnramp in Soma
De mijnramp in Soma is de ergste mijnramp in de Turkse geschiedenis. De ramp ontstond op 13 mei 2014 in een kolenmijn van Soma Kömür İşletmeleri A.Ş, de grootste steenkolenproducent van Turkije, in het district Soma. Een transformator op zo'n 450 meter diepte ontplofte en veroorzaakte stroomuitval en een heftige brand. Een deel van de schacht zou tevens ingestort zijn. Zo'n 800 kompels tot een diepte van twee kilometer werden door de brand ingesloten. Het exacte aantal werknemers in de bruinkoolmijn op het moment van de ramp is onbekend, omdat er een shiftwissel gaande was. Er vielen ten minste 301 doden. 48 uur na de ramp waren de branden in de mijn nog niet onder controle.

## Achtergrond
In Turkije vinden regelmatig mijnrampen plaats door het slechte toezicht op de veiligheidsvoorschriften. In de laatste jaren zijn enkele grote mijnen in het noorden van het land onder druk van de bevolking en mijnwerkers, of uit pure noodzaak tijdelijk of permanent gesloten. De meeste zware mijnongevallen vonden in het verleden plaats in de provincie Zonguldak, waar in 1992 263 kompels omkwamen. In november 2013 sloten honderden kompels zichzelf in uit protest tegen de werkomstandigheden in hun mijn in Zonguldak. Veel mijningenieurs uit de regio zijn daarna naar mijnen vertrokken in het westen van het land, zoals die in Soma. De kompels in Turkije zijn sinds de privatiseringen aan het eind van de jaren 90 en begin van de 21e eeuw voornamelijk laagopgeleide dagloners uit de directe omgeving van een mijn. Sinds 2002 werd in de staatsmijnen van Soma gewerkt met onderaanneming, ruim voor de privatisering en 'modernisering' na 2006. Beginnende mijnwerkers in Soma verdienden zo'n 200 euro per maand, ruim onder het minimumloon. Het gemiddelde loon in de mijn was ruim 500 euro per maand. De gevaren van het werk werden na een vorige ramp door premier Erdoğan afgedaan als een 'risico van het vak'. De dag na de ramp stortte een kleine illegale mijn in de provincie Zonguldak in Tussen 1991 en 2008 kwamen 2554 mijnwerkers om het leven. Turkije heeft met afstand het hoogste relatieve aantal doden onder mijnwerkers in de wereld. Per miljoen ton geproduceerde steenkool sterven gemiddeld zeven Turkse arbeiders; dat is bijna zes keer zo veel als nummer twee van de wereld China. Enkele dagen na de ramp viel de minister van Economische Zaken Nihat Zeybekçi de Internationale Arbeidsorganisatie (ILO) aan tijdens een toespraak in Washington. Hoewel vrijwel alle landen lid zijn van deze organisatie (op 8 na) beschuldigde de minister de ILO ervan zijn land een te slechte ranking te geven op het gebied van werkveiligheid; volgens hem zou Turkije enkel de twee-na-slechtste werkomstandigheden van de wereld hebben omdat "honderden andere landen niet toe konden treden tot deze organisatie".
In de maanden voorafgaand aan het ongeluk waarschuwden drie oppositiepartijen herhaaldelijk voor de gevaarlijke situatie in de mijnen in Soma. Eind 2013 dienden deze partijen een motie in waarin werd opgeroepen om alle misstanden in de mijn grondig te onderzoeken. De AKP-regering verwierp deze motie echter, twee weken voor het ongeluk. Een lokaal parlementslid stelde toen opnieuw vragen over de veiligheid van de mijn, waarbij hij waarschuwde dat er nog veel meer doden zouden kunnen vallen. Oppositieleden en vakbonden noemden de ramp daarom geen ongeluk, maar 'moord'. Volgens oppositie zou er sprake zijn geweest van cliëntelisme; de vrouw van de CEO van de mijn is onlangs voor de AKP in het district verkozen. Uit de uitgelekte telefoongesprekken van ministers en hun familieleden bleek eerder al dat de regering bereid was om toezicht op bedrijven te versoepelen in ruil voor politieke of financiële steun. In maart sprak de voorzitter van Soma Holding nog over de wetswijziging.

## Oorzaak
De mijn, die enkele maanden eerder was heropend door minister van energie Taner Yildiz, maakte gebruik van zelfgemaakte transformatoren uit kostenoverweging. Minister Yildiz prees de mijn voor zijn efficiëntie en gebruik van lokale technologie.
Een explosie in de transformator leidde tot een grote brand, die ook de lift buiten werking stelde. Tijdens de reddingsoperatie werd continu lucht aangevoerd, omdat op een grote diepte te weinig zuurstof aanwezig is voor mijnwerkers om langer dan een paar uur te overleven. De luchttoevoer voedde echte ook het vuur en leidde tot dikke rookontwikkeling, die de reddingsoperatie bemoeilijkte. Enkel mijnwerkers die tussen de transformator en de uitgang aangetroffen werden overleefden de ramp. Volgens de eigenaar van de mijn lag de oorzaak niet aan de elektrische apparatuur, maar aan een 'vonkje', dat brandbare gassen in de mijn ontvlamd zou hebben. De mijn zou volgens hem aan alle veiligheidseisen voldoen. Volgens mijnbouwkundigen moeten de ontvlambare gassen in mijnen echter altijd onder gevaarlijke concentraties worden gehouden door ventilatie, om zulke ongelukken te voorkomen. Een mijnbouwkundige die in de mijn werkte heeft in een interview gezegd dat de oorzaak een kortsluiting in de transformator was, die ten gevolge van onbeschermde, verouderde bekabeling kon ontstaan. Toezichthouders zouden systematisch zijn omgekocht. Het toezicht zou nooit in het deel van de mijn dieper dan 100 meter zijn gehouden. Volgens mijnwerkers zou sinds de privatisering van de mijn in 2006 de werksituatie drastisch zijn verslechterd. Materieel werd ter plaatse gerepareerd en vragen over veiligheid werden door het management niet op prijs gesteld.
In de immense mijn was enkel een vluchtruimte. Deze was echter al geruime tijd afgesloten, nadat werkzaamheden zich naar grotere diepte hadden verplaatst. Volgens de uitbater van de mijn zouden er ten tijde van de ramp voorbereidingen aan de gang zijn geweest om een nieuwe, diepergelegen vluchtruimte aan te leggen.
De aangestelde openbaar aanklager maakte de dag na de ramp bekend dat alle mogelijke verdachten waren omgekomen tijdens de ramp. Verschillende advocaten uitten kritiek op deze uitspraak, en klaagden over het feit dat niemand van het management was opgepakt voor verhoor. De eigenaar van de mijn vluchtte de stad uit.

## Slachtoffers
Volgens de minister van energie zijn er maximaal 302 dodelijke slachtoffers gevallen. Het officiële sterftecijfer van 282 bleef na 14 mei lang ongewijzigd, terwijl lokale bronnen volgens NOS verslaggevers melding maken van ruim 370 doden. Een inconsistentie zou kunnen zijn ontstaan doordat veel kompels zwartwerkten en derhalve niet op de loonlijst stonden. Sommigen van hen zouden onverzekerde Syrische vluchtelingen zijn geweest. Vakbonden gaven aan dat volgens hun eigen inventarisatie zeker 350 mijnwerkers waren overleden.

## Reacties

### Binnenland
Minister van Energie Taner Yildiz vertrok direct naar de mijn, en kondigde al snel drie dagen van nationale rouw af. Premier Erdogan laste zijn buitenlandse reizen af.

#### In Soma
Aan het begin van zijn bezoek aan het mijnwerkersstadje Soma, zo'n 15 kilometer van de mijn, tot de ramp een AKP-bolwerk, gaf Erdogan een toespraak waarin hij zijn eerdere stelling herhaalde dat dit soort zaken tot de risico's van het vak behoren. Verder gaf hij enkele voorbeelden van mijnrampen in de westerse wereld die 100 tot 150 jaar geleden plaatsvonden. Hij moest zijn toespraak afbreken vanwege protesten. Toen Erdogans auto hierna door Soma reed werd hij belaagd door honderden woedende familieleden van mijnwerkers. Zijn auto werd omsingeld, getrapt en geslagen, en bekogeld met waterflesjes. Terwijl de politie de menigte in bedwang probeerde te houden volgden demonstranten Erdogan (inmiddels te voet) door de stad. De premier zou provocatief naar de omstanders hebben geroepen: 'kom me hier dan uitjouwen!', terwijl hij door tientallen bewakers werd omsingeld. Ook zou hij naar een man toe zijn gelopen en hebben gezegd: "Wat gebeurd is, is gebeurd. Het is Gods werk. Als je de premier van dit land uitjouwt, word je geslagen". Erdogan probeerde een winkel in te vluchten, toen hij daar geweigerd werd is op videobeelden te zien hoe hij een persoon een stomp in het gezicht probeert te geven. Erdogan pakte de man bij de nek en zei: "Waarom ren je van mij weg?", volgens andere bronnen voegde hij hier aan toe "Jij Israëlisch zaad!". Ook is te zien hoe zijn bewakers daarna op de man inslaan Het slachtoffer beweerde later dat hij geen demonstrant was, maar een reguliere klant van de winkel; de premier zou in een vlaag van verstandsverbijstering en oncontroleerbare woede hebben gehandeld. Volgens lokale media was een van de slachtoffers van de premier en zijn beveiligers een 15- of 16-jarig meisje dat riep "wat doet de moordenaar van mijn vader hier?" De premier zou ook een ander persoon een oorvijg hebben gegeven Een adviseur van Erdogan viel omstaanders aan; zo trapte hij een man die op de grond lag vier of vijf keer. Beelden van deze aanval creëerden een diepe schok in het land. Pro-AKP media criminaliseerden de slachtoffers van de premier en zijn adviseur als 'linkse radicalen' Volgens een AKP woordvoerder was het videomateriaal bewerkt. Honderden demonstranten verzamelden zich in het centrum van het stadje en riepen leuzen als 'Erdogan moordenaar', en 'Overheid treed af' en er zouden ook stenen zijn gegooid. De politie zette waterkanonnen en traangas in tegen de demonstranten. Na het vertrek van Erdogan werd ook door kompels bij de mijningang gedemonstreerd, terwijl familieleden het lokale AKP-kantoor aanvielen Erdogan was niet aanwezig bij een begrafenis of herdenking in Soma. In plaats daarvan ging hij naar een begrafenis van een partijgenoot in Eyup, een rijke wijk in Istanbul.
Op 16 mei stuurde de overheid 3700 agenten naar het stadje om de orde te handhaven. Nadat de eigenaars van de mijn hun handen tijdens een persconferentie in onschuld hadden gewassen, braken protesten uit in de stad. Meer dan 10.000 mensen gingen de straat op in Soma. Ze riepen leuzen tegen het bedrijf, premier Erdogan en de regering. Geprobeerd werd om een mars te houden naar een standbeeld voor mijnwerkers, maar de politie blokkeerde de weg. De politie zette traangas, waterkanonnen en rubberen kogels in tegen de nabestaanden. Er vielen enkele gewonden. Onder andere een journalist van Hurriyet werd geraakt door plastic kogels in zijn gezicht.
Op 17 mei werd in het mijnwerkersstadje een verbod op 'illegale demonstraties' uitgevaardigd door de staat. Politie zette paspoortcontroles op rond de stad en arresteerde 15 advocaten die naar de stad waren gekomen.

#### Andere delen van Turkije
Elders werden kleine stille protesten gehouden, onder meer op universiteitscampussen en op pleinen. Voor het hoofdkantoor van de eigenaar van de mijn in Istanboel verzamelden zich honderden demonstranten. Ook in het buitenland werd gedemonstreerd, zoals in Rotterdam. Alle grote voetbalclubs betuigden hun medeleven middels condoleanceberichten. ING Bank Turkije maakte bekend dat het alle schulden van de slachtoffers zou kwijtschelden. Andere Turkse banken volgden dit voorbeeld.
Vrijwel alle vakbonden van Turkije riepen op om op 15 mei te staken. In Istanbul, Ankara en Izmir gingen tienduizenden demonstranten de straat op en kwam het tot confrontaties met de politie, die traangas en waterkanonnen inzette. In tientallen andere steden vonden tevens demonstraties plaats. President Gul bezocht de mijn in Soma onder zware beveiliging en hield een toespraak die in contrast tot die van de premier beterschap beloofde voor de werkomstandigheden in de mijnen. Toch werd ook Gul af ten toe uitgejouwd door omstanders.
Als reactie op het politieoptreden in Soma op 16 mei, de onzekerheid over het aantal slachtoffers en het pleiten van onschuld door de regering en de uitbater braken in verschillende steden protesten uit. In Istanboel werden faculteiten van de Technische Universiteit en de Mimar Sinan universiteit bezet door studenten mijnbouwkunde, gesteund door studenten van andere faculteiten. In Kadikoy (Istanboel) en andere wijken kwam het tot confrontaties met de politie. Op 17 mei werd opnieuw gedemonstreerd in verschillende steden, onder andere in Istanboel, Ankara, Antalya, Adana en Bursa. Daarbij zou de politie hard hebben opgetreden.

### Buitenland
De Turkse gemeenschap in Duitsland waarschuwde Erdogan om geen polariserende uitspraken te doen tijdens zijn geplande Europese verkiezingstour. Nederlands-Turkse organistaties hadden al eerder vergelijkbare oproepen gedaan. De CDU, CSU, SPD, Grunen en Linke (de laatste drie bij woorden van Turks-Duitse politici) riepen Erdogan op om thuis te blijven